# Gogana bornormalis
Gogana bornormalis är en fjärilsart som beskrevs av Holloway 1998. Gogana bornormalis ingår i släktet Gogana och familjen sikelvingar. Inga underarter finns listade i Catalogue of Life.